# مارتين سارمينتو
مارتين سارمينتو (بالإسبانية: Martín Sarmiento)‏ هو كاتب وعالم نبات إسباني، ولد في 9 مارس 1695 في Villafranca del Bierzo ‏ في إسبانيا، وتوفي في 7 ديسمبر 1772 في مدريد في إسبانيا.